# Korsuň-ševčenkovská operace
Korsuň-ševčenkovská operace (24. ledna – 17. února 1944) byla rozsáhlá obkličovací operace Rudé armády proti německým vojskům na střední Ukrajině za 2. světové války.
Podmínky pro obkličovací operaci vytvořila předcházející úspěšná Žytomyrsko-berdyčevská operace, během níž sovětská vojska porazila a zatlačila sousední německé svazky na severu a postoupila tak ze severu hluboko do boku německého uskupení v prostoru Korsuně. Po dělostřelecké přípravě a leteckých útocích začal 25. ledna vlastní útok sovětského 2. ukrajinského frontu generála Koněva. Německým jednotkám se zpočátku dařilo držet svá postavení, avšak po zásahu 5. gardové tankové armády generála Rotmistrova a 6. tankové armády generála Kravčenka došlo k průlomům fronty na jižním i severním křídle. Mohutné tankové svazy rychle postupovaly a dne 28. ledna se spojily u Zvenyhorodky. V tzv. „Korsuň-ševčenkovském kotli“ nebo dle německých pramenů „Čerkaském kotli“ zůstalo obklíčených 56 tisíc německých vojáků Wehrmachtu a jednotek Waffen-SS, které souhrnně Němci nazývali Stemmermannova skupina. Protože se Sověti mylně domnívali, že počet obklíčených byl vyšší, nevyužili možnosti dalšího postupu a snažili se zabezpečit obklíčená vojska. Sovětských 27 divizí, 4 tankové a 1 mechanizovaný sbor s 370 tanky a samohybnými děly vytvořilo vnitřní a vnější frontu a připravovalo se k útoku na obklíčená vojska. 1. února však došlo k výraznému zhoršení počasí, což znesnadnilo pohyb sovětským i německým vojskům. Hitler se snažil svá vojska z kotle vysvobodit, ovšem počasí mu nepřálo. 3. února byla připravena k průlomu obklíčení tanková vojska generála Schörnera, která byla stažena od Nikopolu, kde zůstaly jen malé německé jednotky. Protože však v Nikopolu začala Němcům fronta „hořet,“ tanky byly staženy zpět a útok na pomoc obklíčeným vojskům se neuskutečnil. Korsuň-ševčenkovský kotel byl likvidován 17. února 1944. Části obklíčených sil se ovšem podařilo překvapivým útokem na pro Sověty nečekaném směru probít za cenu velkých ztrát z obklíčení a dosáhnout německých linií. Přes 18 tisíc německých vojáků upadlo do zajetí, zahynulo podle různých pramenů 19 až 55 tisíc německých vojáků. Na sovětské straně padlo nebo bylo pohřešováno přes 24 tisíc vojáků. Údaje o lidských ztrátách se značně rozcházejí, je však nepochybné, že obklíčená německá vojska přišla o prakticky veškeré těžké zbraně a dopravní prostředky.

## Účast československých vojáků

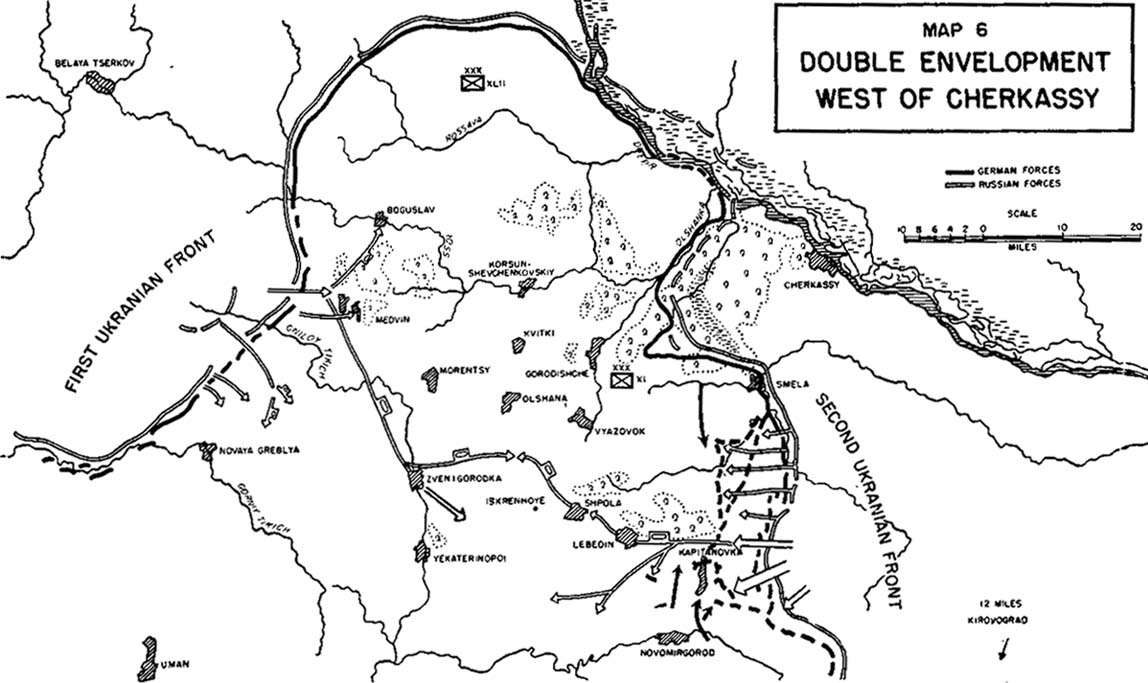
Mapa operace

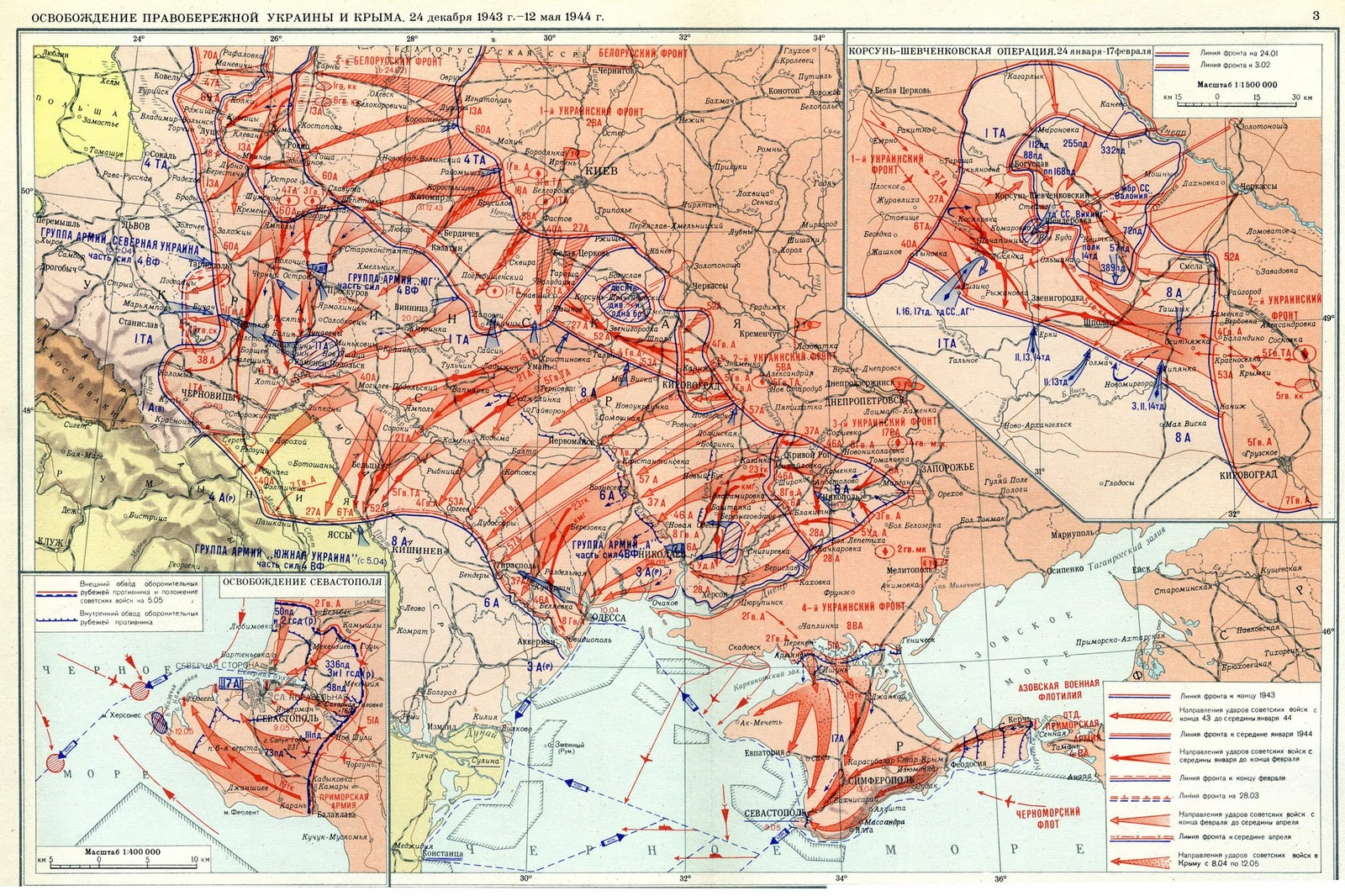
Osvobozování pravobřežní Ukrajiny zima 1943–jaro 1944

Po účasti v Žytomyrsko-berdyčevské operaci byla 1. československá samostatná brigáda nasazena i do dalších bojů na pravobřežní Ukrajině. Dne 17. ledna 1944 zaujala pozice nedaleko osady Ostrožany, kterou držely německé jednotky. Čs. vojáci zaujali obranu, aby zabránili Němcům proniknout přes řeku Horní Tikič. Začaly probíhat přestřelky a 19. ledna čs. vojáci podnikli útok do Ostrožan, odkud však byli po německém tankovém protiútoku vytlačeni. 21. ledna byla čs. jednotka terčem německých leteckých a dělostřeleckých útoků. O den později se Němci po mohutném bombardování pokoušeli silným útokem tanků a pěchoty, vedeným z Ostrožan, prorazit k Žaškovu a otevřít si tak cestu k jednotkám v kosruň-ševčenkovském výběžku. Po urputném boji však čs. vojáci útok odrazili a způsobili nepříteli značné ztráty. Navíc se podařilo čs. vojákům zjistit německé cíle a ve 23 hodin byl proti Němcům podniknut palebný přepad. Boje pokračovaly i další den a ženisté se pokoušeli vyhodit do vzduchu ostrožanský most, což se však nezdařilo. 23. ledna došlo k zvláštní události, když na čs. jednotky nalétávaly německé bombardéry. Jeden z čs. radistů, který uměl dokonale německy, se napojil na rádiovou frekvenci německých letadel, které navedl na přední okraj německé obrany. Odhozenými pumami byly způsobeny nejen ztráty v řadách německých vojsk, ale zničen byl i most, o který se několik dnů urputně bojovalo. 1. československá brigáda dostala za těchto okolností rozkaz předat svá postavení 232. střelecké divizi Rudé armády a přesunout se na jihozápad, kde měla zaujmout obranná postavení. Zásluhou čs. samostatné brigády je, že splněním obranných úkolů přispěla k udržení vnější fronty obkličovacího kruhu, v němž zůstalo velké množství německých vojáků.
1. československá samostatná brigáda při Kosruň-ševčenkovské operaci vyřadila zhruba 1000 německých vojáků, zničila 3 letadla, 20 tanků, 5 útočných děl, 20 kulometných stanovišť a 50 automobilů. Sama utrpěla ztráty 46 padlých, 104 raněných a 10 nezvěstných. Přišla o 1 tank, 1 obrněné auto, 6 nákladních aut, 1 osobní auto, 1 houfnici a několik kusů lehkých zbraní.

## Německé jednotky Skupiny armád Jih (stav k 25. 12. 1943)

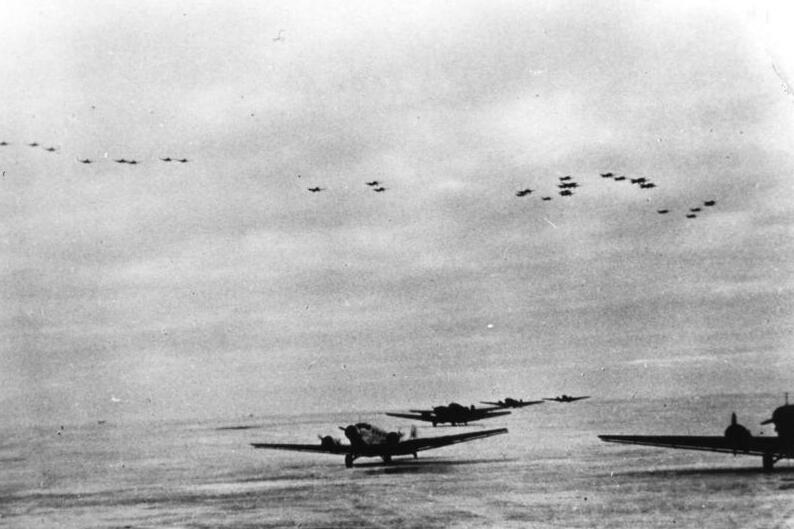
Německé letouny zásobující Čerkaský kotel

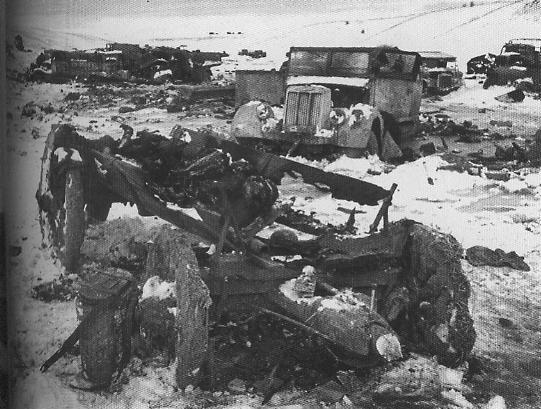
Zničená německá technika

Skupina armád Jih – Erich von Manstein
- LXII. armádní sbor – Ferdinand Neuling
- 4. tanková armáda – Erhard Raus, tato armáda přímo do operace nezasáhla.
  - VII. armádní sbor – Ernst Hell
  - XIII. armádní sbor – Arthur Hauffe
  - XXIV. tankový sbor – Walther Nehring
  - XXXXII. armádní sbor – Anton Dostler, sbor byl přemístěn mezi 1. tankovou a 8. armádu, kde byl následně v této operaci obklíčen.
    - 25. tankový divize – Hans Tröger
    - 168. pěší divize – Werner Schimdt-Hammer

  - XXXXVIII. tankový sbor – Hermann Balck
  - LIX. armádní sbor – Kurt von der Chevallerie
- 1. tanková armáda – Hans Valentin Hube
  - IV. armádní sbor – Friedrich Mieth
  - XXIX. armádní sbor – Erich Brandenberger
  - XXX. armádní sbor – Maximilian Fretter-Pico
  - XXXX. tankový sbor – Ferdinand Schörner
  - LVII. tankový sbor – Hans Karl von Esebeck
- 8. armáda – Otto Wöhler
  - III. tankový sbor – Fritz Schulz
  - XI. armádní sbor – Wilhem Stemmermann, sbor byl v této operaci obklíčen.
    - 5. SS-Panzer Division „Wiking“ – Herbert Otto Gille
    - 57. pěší divize – Adolf Trowitz
    - 72. pěší divize – Hermann Hohn
    - 167. pěší divize – Hans Hüttner

  - XXXXVII. tankový sbor – Rudolf von Bünau

## Sovětské jednotky v Korsuň-Ševčenkovské operaci (stav ke konci roku 1943)

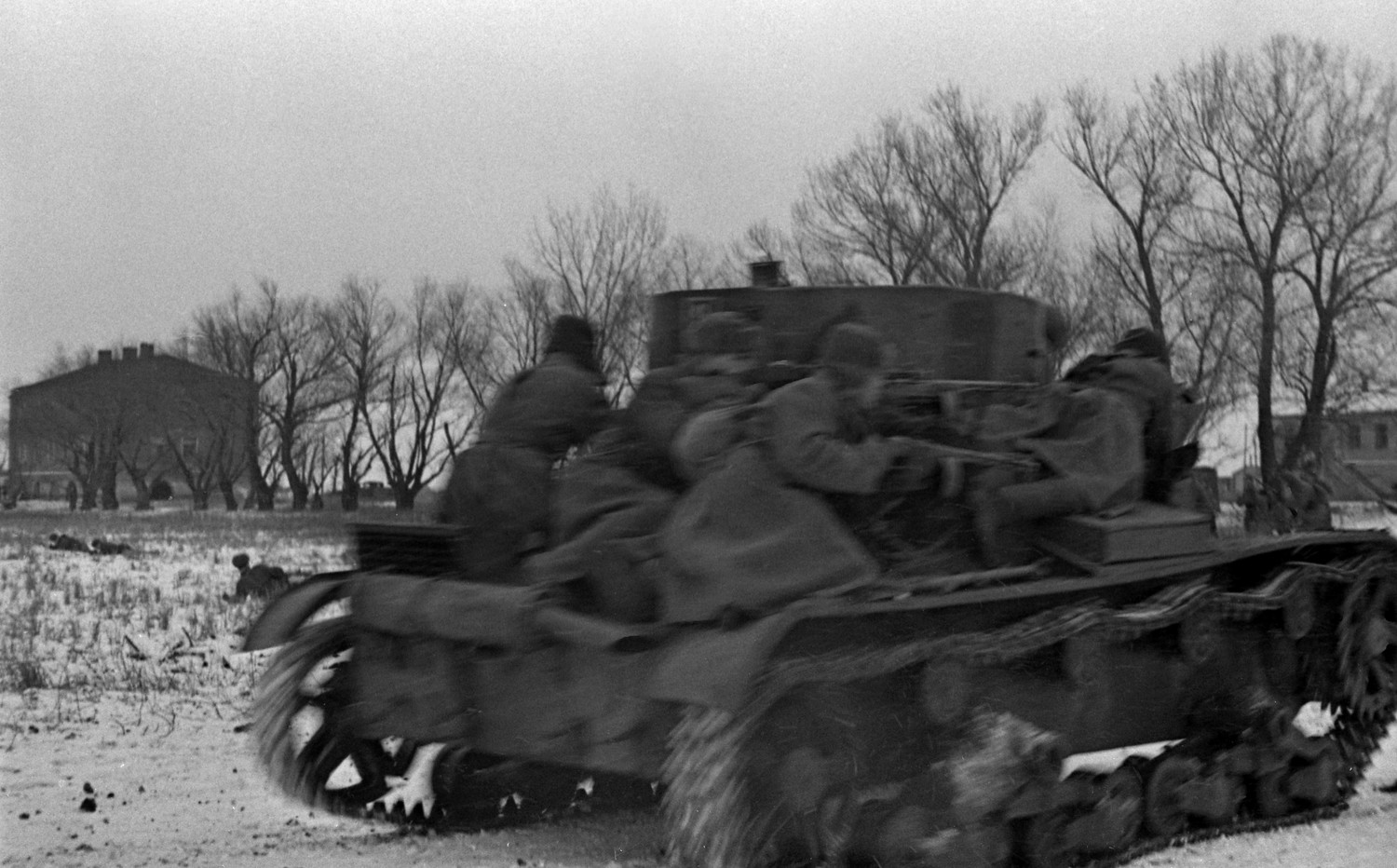
Útok tanku T-26 při operaci

1. ukrajinský front – Nikolaj Fjodorovič Vatutin
- 13. armáda – Nikolaj Pavlovič Puchov, tato armáda přímo do operace nezasáhla.
- 60. armáda – Ivan Danilovič Čerňachovskij, tato armáda přímo do operace nezasáhla.
- 1. gardová armáda – Andrej Antonovič Grečko, tato armáda přímo do operace nezasáhla.
- 3. gardová tanková armáda – Pavel Semjonovič Rybalko, tato armáda přímo do operace nezasáhla.
- 18. armáda – ?, tato armáda přímo do operace nezasáhla.
- 1. tanková armáda – Michail Jefimovič Katukov, tato armáda přímo do operace nezasáhla.
- 38. armáda – ?
- 40. armáda – Fjodor F.(?) Žmačenko
- 27. armáda – ?
- 4. tanková armáda – Vasilij Michajlovič Badanov
- 47. armáda – ?, byla dočasně přidělena během operace (leden-únor 1944)
- 4. gardový mechanizovaný sbor – Pavěl Pavlovič Polubojarov
- 25. mechanizovaný sbor –
- 2. letecká armáda – Stěpan Akimovič Krasovskij

2. ukrajinský front – Ivan Stěpanovič Koněv
- 52. armáda – Konstantin Apollonovič Koroteev
- 4. gardová armáda – Alexandr Ivanovič Ryžov
- 53. armáda –
- 5. gardová tanková armáda – Pavel Alexejevič Rotmistrov
- 5. gardová armáda – Alexej Semjonovič Žadov
- 7. gardová armáda – tato armáda přímo do operace nezasáhla.